# پیترو اوبالدی

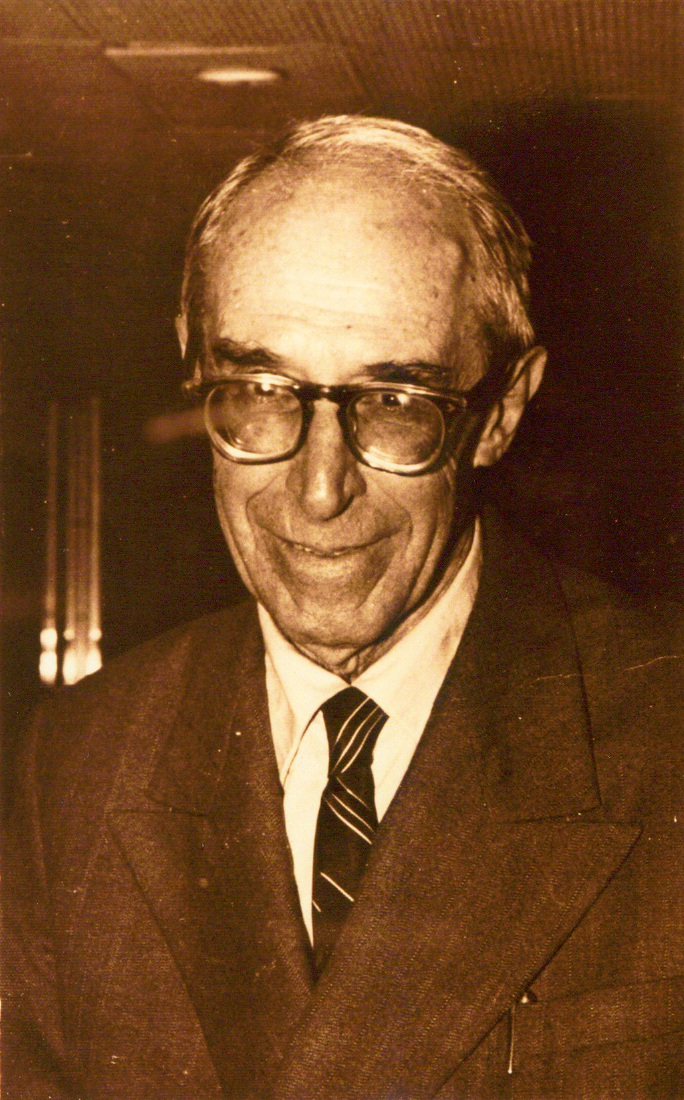

پیترو اوبالدی (ایتالیایی: Pietro Ubaldi; زاده ۱۸ آگوست ۱۸۸۶ در فولینو ایتالیا - درگذشته ۲۹ فوری ۱۹۷۲) نویسنده، معلم و فیلسوف ایتالیایی بود.

## زندگی‌نامه
اوبالدی در رشته حقوق و موسیقی در رم فارغ‌التحصیل شد. او به غیر از زبان مادری (ایتالیایی) خود، به زبان‌های، انگلیسی، فرانسوی، آلمانی، اسپانیایی، پرتغالی، لاتین و یونانی مسلط بود. دانش آموز سنت‌های مختلف فلسفی و دینی، او خود را به عنوان اندیشمند مسیحی می‌پنداشت. او دو پسر به نام‌های، آگنیس و فرانکو داشت، که در حین جنگ جهانی دوم فوت کردند. اعتقاد مسیحی او نه تنها یک سؤال عقلانی، بلکه بعدی جهانی بود، چیزی که به صورت عمیقی با تمام وجودش مرتبط بود. او از نوادگان یکی از پرآوازه‌ترین و قدیمی‌ترین خانواده‌های اومبریا (محله ایتالیایی که فرانسیس آسیزی در آنجا متولد شده بود) بود، و ثروت را رها کرد تا به انجیل وفادار باشد. پس مجبور بود برای گذران زندگی شغلی پیدا کند. نخست برای تدریس زبان انگلیسی در دبیرستان به سیسیلی رفت، و به عنوان معلم به گوبیو رفت و برای مدت ۲۰ سال در آنجا زندگی کرد.
او ۲۴ کتاب نوشت: ۱۲ عدد در ایتالیا و ۱۲ عدد در برزیل. این کتاب‌ها برای پیشگویی‌های فلسفی و علمی که چند دهه زودتر از علوم سنتی ای که بعدها، شامل اکتشافات آلبرت اینشتین شکل گرفت، قابل ذکر هستند. کتاب ترکیب بزرگ، که از بین بسیاری موضوعات دیگر، به تعریف بعد موحد عالم و نتایج آن بر تکامل معنوی می‌پردازد، یکی از اصلی‌ترین کارهای او طلقی می‌شود. او اولین الهام را برای نوشتن این کتاب در سن ۲۷ سالگی در فالکونارا (مارکه) گرفت. یک روز، در ساحل، او به آگاهی حقیقی ای دست یافت که به او این امکان را داد تا جوهره هستی را درک کند. او احساس کرد که، ماده، انرژی، و روح بعدهای مختلف یک ذات می‌باشند و تفاوت آنها «جنبشی» است. همان‌طور که او می‌گوید، به جنبش مربوط است: چرخنده در رابطه با ماده، مانند موج در رابطه با انرژی، و چرخنده در رابطه با روان.

## لیست کتاب‌های اوبالدی
از آنجایی که بسیاری از آثار اوبالدی به زبان انگلیسی در دسترس نیستند، این عنوان‌ها تنها ترجمه نسخه ایتالیایی آنهاست و ممکن است در زمان چاپ تفاوت داشته باشد.
1. پیام‌ها
2. ترکیب عظیم (ترکیب و راه کارها برای مشکلات علمی و روحی)[۷]
3. نُرها (تکنیک‌هایی برای دریافت جریان‌های فکری)
4. صعود عرفانی
5. تاریخ یک انسان
6. تکه‌های تفکر و اشتیاق
7. تمدن جدید سومین هزاره
8. مشکلات آینده
9. صعود انسان
10. خدا و عالم
11. پیشگویی (آینده جهان)
12. تعبیرها
13. مشکلات حال حاضر
14. نظام (پیدایش و ساختار عالم)
15. نبرد عظیم
16. تکامل و انجیل
17. قانون خدا
18. تکنیک عملی قانون خدا
19. سقوط و رستگاری
20. قوانین یک اخلاق نوین
21. سقوط آرمان‌ها
22. سرنوشت پیشرو مسیح
23. چطور به زندگی خود مسیر ببخشیم
24. مسیح

## سایت رسمی (به زبان ایتالیایی)
http://www.pietroubaldi.com